# 14. Turniej Czterech Skoczni
14. Turniej Czterech Skoczni rozgrywany był od 30 grudnia 1965 do 6 stycznia 1966.
Turniej wygrał  Veikko Kankkonen.

## Oberstdorf
Data: 30 grudnia 1965

Państwo:  RFN

Skocznia: Schattenbergschanze

### Wyniki konkursu
| Poz. | Imię i nazwisko     | Narodowość        | Punkty |
| ---- | ------------------- | ----------------- | ------ |
| 1.   | Veikko Kankkonen    | Finlandia         | 213,8  |
| 2.   | Dieter Neuendorf    | NRD               | 212,9  |
| 3.   | Paavo Lukkariniemi  | Finlandia         | 205,1  |
| 4.   | Bjørn Wirkola       | Norwegia          | 203,0  |
| 5.   | John Balfanz        | Stany Zjednoczone | 201,5  |
| 6.   | Aleksandr Iwannikow | ZSRR              | 200,4  |
| 7.   | Dalibor Motejlek    | Czechosłowacja    | 200,0  |
| 8.   | Josef Matouš        | Czechosłowacja    | 198,4  |
| 9.   | Piotr Wala          | Polska            | 197,7  |
| 10.  | Jiří Raška          | Czechosłowacja    | 194,5  |
| 10.  | Markus Göllner      | RFN               | 194,5  |

## Garmisch-Partenkirchen
Data: 1 stycznia 1966

Państwo:  RFN

Skocznia: Große Olympiaschanze

### Wyniki konkursu
| Poz. | Imię i nazwisko    | Narodowość     | Punkty |
| ---- | ------------------ | -------------- | ------ |
| 1.   | Paavo Lukkariniemi | Finlandia      | 215,3  |
| 2.   | Bjørn Wirkola      | Norwegia       | 212,6  |
| 3.   | Veikko Kankkonen   | Finlandia      | 210,1  |
| 4.   | Niilo Halonen      | Finlandia      | 207,1  |
| 5.   | Markus Göllner     | RFN            | 206,8  |
| 6.   | Dieter Neuendorf   | NRD            | 206,2  |
| 7.   | Henrik Ohlmayr     | RFN            | 205,1  |
| 8.   | Josef Matouš       | Czechosłowacja | 204,4  |
| 9.   | Harri Jussilainen  | Finlandia      | 203,7  |
| 10.  | Bernd Karwofsky    | NRD            | 203,6  |

## Innsbruck
Data: 2 stycznia 1966

Państwo:  Austria

Skocznia: Bergisel

### Wyniki konkursu
| Poz. | Imię i nazwisko     | Narodowość        | Punkty |
| ---- | ------------------- | ----------------- | ------ |
| 1.   | Dieter Neuendorf    | NRD               | 226,1  |
| 2.   | Veikko Kankkonen    | Finlandia         | 209,9  |
| 3.   | Markus Göllner      | RFN               | 209,0  |
| 4.   | Josef Matouš        | Czechosłowacja    | 208,6  |
| 5.   | Paavo Lukkariniemi  | Finlandia         | 208,3  |
| 6.   | Michaił Wieretnikow | ZSRR              | 204,9  |
| 7.   | Peter Lesser        | NRD               | 203,7  |
| 8.   | Jani Mattila        | Finlandia         | 203,2  |
| 9.   | Dave Hichs          | Stany Zjednoczone | 202,1  |
| 10.  | Heini Ihle          | RFN               | 201,9  |

## Bischofshofen
Data: 6 stycznia 1966

Państwo:  Austria

Skocznia: Paul-Ausserleitner-Schanze

### Wyniki konkursu
| Poz. | Imię i nazwisko    | Narodowość     | Punkty |
| ---- | ------------------ | -------------- | ------ |
| 1.   | Veikko Kankkonen   | Finlandia      | 235,7  |
| 2.   | Bjørn Wirkola      | Norwegia       | 227,2  |
| 3.   | Dieter Neuendorf   | NRD            | 221,3  |
| 4.   | Kurt Elimäe        | Szwecja        | 219,9  |
| 5.   | Jiří Raška         | Czechosłowacja | 217,8  |
| 6.   | Peter Eržen        | Jugosławia     | 215,3  |
| 7.   | Hans Olav Sørensen | Norwegia       | 214,9  |
| 7.   | Seppo Hannula      | Finlandia      | 214,9  |
| 9.   | Henrik Ohlmayr     | RFN            | 213,7  |
| 10.  | Erling Stranden    | Norwegia       | 212,2  |

## Klasyfikacja generalna
| Poz. | Skoczek            | Kraj           | Punkty |
| ---- | ------------------ | -------------- | ------ |
| 1.   | Veikko Kankkonen   | Finlandia      | 869,5  |
| 2.   | Dieter Neuendorf   | NRD            | 866,5  |
| 3.   | Bjørn Wirkola      | Norwegia       | 843,0  |
| 4.   | Paavo Lukkariniemi | Finlandia      | 828,7  |
| 5.   | Henrik Ohlmayr     | RFN            | 806,8  |
| 6.   | Dalibor Motejlek   | Czechosłowacja | 795,6  |
| 7.   | Hans Olav Sørensen | Norwegia       | 789,6  |
| 8.   | Jiří Raška         | Czechosłowacja | 787,1  |
| 9.   | Josef Matouš       | Czechosłowacja | 786,4  |
| 10.  | Piotr Wala         | Polska         | 782,2  |